# Karl-Bonhoeffer-Nervenklinik (metrostation)
Metrostation Karl-Bonhoeffer-Nervenklinik bevindt zich onder de Oranienburger Straße, nabij de ingang tot het psychiatrisch ziekenhuis, en werd gebouwd in het kader van de verlenging van de U8 richting het Märkisches Viertel. Het ligt op korte loopafstand van het gelijknamige S-Bahnstation.
De stations op het noordelijke deel van de U8, alle van de hand van architect Rainer Rümmler, onderscheiden zich door een monumentaal ontwerp met verwijzingen naar de omgeving. Station Karl-Bonhoeffer-Nervenklinik ontleent zijn kleurstelling aan het gelijknamige ziekenhuis: rode en beige bakstenen sieren hier de wanden en zuilen. In een motief geplaveide vloeren, art-decolampen, natuurstenen afwerking van de dubbele zuilenrij en een gedetailleerde dakconstructie maken het ontwerp af. De uitgangen bevinden zich in het midden van het eilandperron en leiden via een tussenverdieping naar beide zijden van de Oranienburger Straße. Zoals alle nieuwere Berlijnse metrostations is station Karl-Bonhoeffer-Nervenklinik uitgerust met een lift.
De aansluitende tunnel ten noorden van het station kruist het terrein van de Karl-Bonhoeffer-Nervenklinik en werd, om verstoring te vermijden, aangelegd met de boorschildtechniek.